# 昆沙
昆沙（泰文：ขุนส่า；1933年2月17日—2007年10月26日），漢名張奇夫，緬甸海洛因毒梟、軍閥，前蒙泰軍（MTA）总指挥。原名張啟富，張奇夫是他少年時寄學於早咩市張鳳翔老師家時為他改的學名。1989年金三角毒品贸易达到最高峰时，昆沙控制了整个金三角地区毒品贸易的80％。美国政府曾悬赏200万美元捉拿这位當時世界第一的毒枭。1996年1月5日，昆沙向缅甸政府军投降，随后前往仰光，开始了被软禁的晚年生涯，2007年10月26日，在仰光寓所病逝。

## 出生
1933年，昆沙出生于缅甸掸邦莱莫山弄掌大寨，父親張秉堯是國民革命軍老兵，漢族，母親則是掸族（傣人）。其名字中的「昆」是撣族土司的称谓，「沙」則是名字。但在掸邦、佤邦、果敢等缅甸华人较多的地方，多習慣称其漢名「张奇夫」，在泰国美斯乐雲南人民反共志願軍总指揮兼第五軍軍長段希文将军的墓上，捐建者名录的第一行第一個就刻着“张奇夫”。

## 生涯
昆沙早年領導的部隊，屬於緬甸政府旗下的自衛隊武裝，當其部擴展至八百人後，其取得了緬甸佤邦及撣邦大片土地的控制權，並將它們發展成鴉片生產地。
国军撤走后，缅甸政府要求各民族“自卫队”武装自行解散，羅星漢、昆沙皆不服。其後昆沙在1960年代初期成为金三角最大毒贩，但在1967年与國軍滯留部隊作戰時，遭寮國軍隊襲擊，遭受重大損失，其持有之鴉片多遭老挝军队擄獲。
1968年，昆沙在泰國滿星疊創辦大同中學，自己兼任該校董事長。1969年，昆沙被國民黨委任為華僑協會聯合會執委，同年被缅甸军方诱捕，被监禁五年后，昆沙的参谋长张苏泉指挥绑架了两名援缅甸的苏联医生，要求交换昆沙。震惊世界，后在泰国斡旋下，昆沙被释放。
1976年，昆沙繼續他的販毒事業，並於泰國北部夜丰頌省邊境設立了基地賀猛。他的軍隊一直為爭奪撣邦的控制權而與緬甸政府對抗。
1980年代中期，海洛因的加工提纯使金三角逐渐成为世界毒品中心，昆沙事业崛起。
1984年，昆沙利用民族情绪号召掸族革命，竖起“掸邦独立建国”大旗，将部队改组成“掸邦联合军”，迅速成长为缅甸一支强大的反政府武装。在当地华族描述中，掸邦从此成为张奇夫、张苏泉“二张”的独立王国，其部队被称为“张家军”。总部设在掸邦东北部泰缅边境的賀猛（Homong）。
1985年，掸邦3支武装（SSNA、SURA、SUA）合并为掸邦人民联合军，1989年改名为蒙泰军（蒙泰：掸邦摆夷山，阿尔毕：军队），后蒙泰军力达2.5万余人，民兵近两万，成为继缅共之后，金三角地区军事实力最强的民族武装。
1990年代初，昆沙事业如日中天，蒙泰军走私翡翠、宝石、贩运军火；采取措施鼓励当地人种植鸦片，征收鸦片税；在辖区内开设关卡，征收各种税费。为维持军费，昆沙每年征收的保护税高达40％。1988年，收取了2亿的保护税，1989年的保护税为4亿。坤沙坚称，只有让贫穷的掸邦经济有所发展，才能阻止掸邦继续种鸦片并走私到“嗜毒如命的西方”。他在1983年向采访他的记者说过：“我的人民、掸邦的人和我，都是为了争取独立而斗争，我们得不到任何外援，种植鸦片就理所当然成了我们唯一的经济来源。”

## 衰落
随着金三角地位被阿富汗逐渐取代以及国际社会的打击，昆沙的事业开始下坡。
在政治上，缅甸开始走向内部统一，1992年，缅甸军政府“恢复法律与秩序委员会”提出解决民族分裂武装的最后通牒，开始向佤族、掸族施加压力。
1993年12月12日，坤沙公开宣布成立掸邦共和国，自任总统。但内部开始走向瓦解，后被迫卸下“总统”和“军队总司令”的头衔。1995年，部队出现分裂，佤联军集结1万余人部队，在泰缅边境摆开决战架势，同时政府军3个作战师也做好进攻准备。
1996年1月5日，亦即缅甸独立日第二天，昆沙於賀蒙大本營率领麾下将士举行繳械仪式，隨後登上直升机，飞往仰光。抵達後军政府軟禁他於情报局军营。據說坤沙投降是為避免美國的追捕。美國政府懸賞二百萬美元追捕他，但緬甸當局拒絕引渡。
雖然坤沙本人已經投降緬甸政府，但其舊部仍繼續在緬甸北部活躍，唯已經不再進行毒品交易。
2007年10月26日，昆沙在仰光逝世。死因不明，有傳聞是心臟病所致，另有不具名的緬甸官員透露，昆沙是於10月28日逝世，死後被火化，骨灰撒入大海。

## 後續
坤沙的部下之一糯康在坤沙投降后收编了大部分坤沙旧部，后逐渐壮大并发展成为金三角一股新勢力，在2011年湄公河惨案发生后，糯康在老挝被捕并被引渡至中国，后被判处死刑，并在2013年3月1日执行，坤沙舊部自此四散。

## 家庭
昆沙已婚，育有兩男三女。子女現皆居於泰國。

## 外部連結
- 主宰“金三角”的人——坤沙
- 毒品大王-坤沙
- 符兆祥寫傳 揭開坤沙神秘面紗，中央社2007年10月31日
- 曾焰【美斯樂的故事】
- 陳文【昆沙：金三角傳奇】全文閱讀